# Los Campanelli
Los Campanelli es una serie de televisión del tipo comedia de situaciones de la televisión argentina  creada y dirigida por Héctor Maselli  sobre libreto e idea de Juan Carlos Mesa,Jorge Basurto y Oscar Viale, quien también actuaba, con la dirección de Carlos Escalada.
Se emitió los mediodías de cada domingo entre 1969 y 1974 convirtiéndose en la familia más famosa de la televisión argentina.

## Argumento
Mostraba situaciones cómico-dramáticas de una típica familia extensa argentina de clase media (con hijos en ascenso social)  cuyo patriarca era de ascendencia italiana que se reunía cada domingo a comer ravioles (la típica raviolada dominical argentina) o si no el también típico dominical asado o los tallarines caseros "hechos por la nona (abuela)"; aunque el patriarca era evidentemente un "tano" (en lunfardo: italiano o inmediato descendiente de italianos) su esposa parecía ser acaso criolla o de orígenes quizás españoles aunque habituada por la intimidad y el amor a preparar pastas; los hijos, hijos políticos  (hijo   político es el pariente que  padre tiene como yerno o como nuera) los hijos de los hijos es decir los nietos y bisnietos etc y sobrinos de este matrimonio (era común en la primera mitad del siglo XX que cada matrimonio tuviera muchos hijos siguiendo el refrán "todo hijo trae un pan bajo el brazo", pese a que en la ciudad de Buenos Aires ya a inicios de siglo XX hubo una especie de maltusianismo generalmente  inconsciente debido a la búsqueda de ascenso social que privilegiaba un "hijo dotor" (un hijo diplomado universitario en una "carrera" lucrativa y prestigiosa en lugar de varios hijos "pobres") así en Los Campanelli los hijos estaban casados (tal como era bastante frecuente en la realidad) casi siempre con argentinos de otros orígenes. Aunque era sintomático que la familia Campanelli pareciera concluir  en hijos  jóvenes, unos ya casados y otros con propensión a la soltería y a cierta propensión a la promiscuidad (presentada como picardía, estos eran los personajes actuados por Santiago Bal -que parecía reproducir a un Isidoro Cañones- y por Liliana Caldini que era la bella joven rubia y de ojos claros de veinte años recién cumplidos que siempre estaba inocentemente ubicada en situaciones sexuales algo comprometidas, ambos muy jóvenes -hijo- abusaban de la confianza del padre al relatarle sus andanzas en una jerga contemporánea desconocida por el padre y que engañaba al padre anciano que suponía entender las trapisondas "explicadas" por estos hijos creyéndolas buenas e inocentes acciones, por ejemplo ante el vivillo hijo menor el padre inocentemente creyendo que le habían relatado una buena acción le respondía en cocoliche: "¡É un ányelo, non vuola per que é picchione!" es decir: "¡es un ángel, no vuela porque es pichón!" y sin embargo algo es muy sintomático: que en esa familia de clase media no aparecieran niños que indicaran la proyección exitosa de esta familia extensa en más nuevas generaciones.
Cada unitario de la serie semanal (que poseía un enorme rating) poseía el esquema de una pareja ya prácticamente anciana de padres que congregaba mediante el amor a sus hijos (sanguíneos o políticos), sin embargo entre estos hijos (esta segunda generación de argentinos Campanelli) se producían rivalidades: comenzando por la rivalidad en la búsqueda de quiénes eran los preferidos por los padres; seguida por la rivalidad de quiénes habrían alcanzado mayor "status" -lo de mayor "status" se suponían los preferidos por los padres y lo hacían notar desdeñando a los de "menor status"-, esto llevaba a que la reunión familiar que se iniciaba con cortesías forzadas entre los parientes de la segunda generación paulatinamente, mientras se esperaban los ravioles o los tallarines hechos a mano por la madre, comenzaran a disputar por nimiedades, malentendidos o por el éxito logrado en la sociedad.
Esta "eterna batalla familiar"  terminaba a la hora del almuerzo cuando Don Carmelo, el patriarca familiar proclamaba con fuerte acento italo-argentino (cocoliche): "¡Basta! ¡non quiero oire ni el volido de una mosca!", luego cuando los comensales en la gran mesa se calmaban el mismo patriarca estimulado por la matriarca se expresaba alegre y casi nostálgico, abrazando a su esposa en la cabecera de la mesa decía sonriente: "¡Qué lindos son los domingos!... ¡No hay nada más lindo que la familia unita!". (Esto se supone era dicho con convicción por el personaje actuado -"Don Carmelo"- pero dado que se trataba del guion de una ficción parece notarse una especie de sarcasmo por parte de los guionistas que se expresaban en tales dulces frases).
No faltaba un cierto autoritarismo de parte del patriarca (y solapadamente, de la dulce matriarca) sin embargo el conflicto era solucionado de un modo persuasivo, apelando siempre al cariño, el consenso dado por el sentido común (aunque el sentido común puede ser falaz), a la solidaridad mutual y a la sabiduría de los ancianos, es decir de un modo bastante bajtiniano. 

## Personajes
Protagonizada por los veteranos Adolfo Linvel (Don Carmelo Campanelli) y Menchu Quesada (Doña Lucía Campanelli), y Raimundo Pastore en el papel del vecino gallego, catapultó a la fama a muchas figuras de su nutrido elenco, entre ellos Marcia Bell, Claudio García Satur, Santiago Bal, Alberto Anchart, María Cristina Laurenz, María Militello, Edda Díaz, Carlos Scazziotta, Tino Pascali, Zulma Grey, Osvaldo Canónico, Arturo Puig, Liliana Caldini, Tito Mendoza, Gloria Montes, Alejandra Kliment, etc. 
Cada personaje definía arquetipos argentinos y más minuciosamente porteños: el vago, el funebrero, el empleado público, el heredero, el vecino, la mucama (empleada doméstica, fámula, es decir: mujer que es Personal Auxiliar de Casas Particulares) entrometida, la gorda, el flaco, el solterón, el mujeriego, el amargado, etc.
Fue llevada al cine en dos oportunidades (El picnic de los Campanelli en 1972 y El veraneo de los Campanelli en 1971) dirigidas por el peruano nacionalizado argentino Enrique Carreras, aunque sin repetir el éxito televisivo y teatral.
La música original fue compuesta por Horacio Malvicino.
La teleserie Los Campanelli fue emitida sucesivamente por dos canales de televisión porteños (y retransmitida a toda Argentina) el Canal 13  y el Canal 11.

En Canal 13: escenografía: Elida Hernández / asistente de dirección: Eugenio O'Higginis / dirigidos por Carlos Escalada y Gerardo Mariani.

En Canal 11: dirigidos por Mario Musacchio.
Durante una temporada [¿cuándo?], además de los domingos, en Canal 11, una vez a la semana, por la noche se emitía el programa Son cosas de los Campanelli donde se desarrollaba la ficción que trataba de cada uno de los hijos en forma unitaria o por capítulo.

## Emisión
- Paraguay: TV8 (hoy Unicanal)